# Oude Doornse molen
De Oude Doornse molen is een poldermolen gebouwd rond 1700 in de plaats Almkerk in de Nederlandse gemeente Altena. Eigenaar is Molenstichting Land van Heusden en Altena. De molen is van het type grondzeiler en is een achtkante molen.
De molen was in gebruik als poldermolen voor het bemalen van polder de Oude Doorn, maar is in maart 1965 buiten bedrijf gesteld. Tot die tijd is de molen belangrijk gebleken voor de polder. In 1940 en 1944 is de polder geheel op windkracht door de molen drooggemalen, nadat deze onder water was gezet ten behoeve van de Hollandse Waterlinie. Ook in 1953, na de watersnoodramp, heeft de molen de polder geheel op windkracht kunnen droogmalen. Tegenwoordig is de Oude Doornse molen maalvaardig in circuit.
De molen lijdt sinds het eind van de 20e eeuw behoorlijk onder verzakking. In 2006 werden plannen gemaakt om de molen op te vijzelen.